# Panorpa wrighti
Panorpa wrighti är en näbbsländeart som beskrevs av Cheng 1957. Panorpa wrighti ingår i släktet Panorpa och familjen skorpionsländor. Inga underarter finns listade i Catalogue of Life.